# Nicolás Casas de Mendoza
Nicolás Casas de Mendoza (Madrid, 1801 - 31 de desembre de 1872) va ser un veterinari, acadèmic i zootecnista espanyol.

## Biografia
D'origen humil, va néixer a Madrid en 1801. Va ser professor i director de l'Escola de Veterinària de Madrid, així com individu de nombre de la Reial Acadèmia de Ciències Exactes, Físiques i Naturals i de la Reial Acadèmia Nacional de Medicina.Estudià la zootècnia. Va ser vocal de la Junta Consultiva de la Cria Cavallar, redactor d' El Amigo del País, òrgan de la Sociedad Económica de Madrid (1844-1850), del Boletín de Veterinaria (1845-1850) i director d' El Monitor de la Veterinaria. Va morir a la seva ciutat natal el 31 de desembre de 1872.